# Дискографія Aespa
Дискографія південнокорейського жіночого гурту Aespa налічує три мініальбоми, десять синглів та два саундтреки.

## Студійні альбоми
| Назва      | Деталі                                                                                       | Пікові позиції у чартах | Пікові позиції у чартах | Пікові позиції у чартах | Пікові позиції у чартах | Пікові позиції у чартах | Пікові позиції у чартах | Пікові позиції у чартах | Пікові позиції у чартах | Продажі                                        | Сертифікації    |
| Назва      | Деталі                                                                                       | KOR                     | BEL (FL)                | JPN                     | JPN Cmb.                | JPN Hot                 | UK Dig.                 | US                      | US World                | Продажі                                        | Сертифікації    |
| ---------- | -------------------------------------------------------------------------------------------- | ----------------------- | ----------------------- | ----------------------- | ----------------------- | ----------------------- | ----------------------- | ----------------------- | ----------------------- | ---------------------------------------------- | --------------- |
| Armageddon | - Реліз: 27 травня 2024 - Лейбл: SM, Virgin - Формат: CD, LP, цифрове завантаження, стримінг | 2                       | 94                      | 4                       | 3                       | 14                      | 52                      | 25                      | 1                       | - WW: 1,600,000 - KOR: 1,411,922 - JPN: 25,230 | - KMCA: Million |

## Мініальбоми
| Назва                                                                            | Деталі                                                                                        | Пікові позиції у чартах | Пікові позиції у чартах | Пікові позиції у чартах | Пікові позиції у чартах | Пікові позиції у чартах | Пікові позиції у чартах | Пікові позиції у чартах | Пікові позиції у чартах | Пікові позиції у чартах | Пікові позиції у чартах | Пікові позиції у чартах                                      | Продажі                                                         | Сертифікації        |
| Назва                                                                            | Деталі                                                                                        | KOR                     | AUS                     | BEL (FL)                | FRA                     | HUN                     | JPN                     | JPN Hot                 | POL                     | SPA                     | US                      | US World                                                     | Продажі                                                         | Сертифікації        |
| -------------------------------------------------------------------------------- | --------------------------------------------------------------------------------------------- | ----------------------- | ----------------------- | ----------------------- | ----------------------- | ----------------------- | ----------------------- | ----------------------- | ----------------------- | ----------------------- | ----------------------- | ------------------------------------------------------------ | --------------------------------------------------------------- | ------------------- |
| Savage                                                                           | - Реліз: 5 жовтня 2021 - Лейбл: SM - Формат: CD, цифрове завантаження, стриминг               | 1                       | —                       | 193                     | —                       | —                       | 7                       | 18                      | —                       | —                       | 20                      | 1                                                            | - Південна Корея: 791,913 - Японія: 31,274 (Фіз.) - США: 17,500 | - KMCA: 3× Platinum |
| Girls                                                                            | - Реліз: 8 липня 2022 - Лейбл: SM, Warner - Формат: CD, цифрове завантаження, стриминг        | 1                       | 55                      | 89                      | 79                      | 4                       | 3                       | 2                       | 40                      | —                       | 3                       | 1                                                            | - Південна Корея: 1,844,376 - Японія: 66,623 - США: 71,000      | - KMCA: Million     |
| My World                                                                         | - Реліз: 8 березня 2023 - Лейбл: SM, Warner - Формат: CD, цифрове завантаження, стримінг, SMC | 1                       | 67                      | —                       | 26                      | 30                      | 3                       | 3                       | 13                      | 45                      | 9                       | 1                                                            | - Південна Корея: 2,126,817 - Японія: 53,442 - США: 39,000      | - KMCA: 2× Million  |
| Drama                                                                            | - Реліз: 10 листопада 2023 - Лейбл: SM, Warner - Формат: CD, цифрове завантаження, стримінг   | 3                       | —                       | —                       | 30                      | 19                      | 5                       | 5                       | 28                      | 33                      | 2                       | - WW: 1,500,000 - Південна Корея: 1,381,885 - Японія: 28,973 | - KMCA: Million                                                 |                     |
| Whiplash                                                                         | - Реліз: October 21, 2024 - Лейбл: SM - Формат: CD, LP, цифрове завантаження, стримінг        | 1                       | —                       | 77                      | 79                      | —                       | 4                       | 17                      | —                       | 50                      | 2                       | - WW: 1,300,000 - Південна Корея: 1,120,306 - Японія: 34,899 | - KMCA: Million                                                 |                     |
| «—» релізи, що не потрапили у чарти або не були випущені у відповідних регіонах. |                                                                                               |                         |                         |                         |                         |                         |                         |                         |                         |                         |                         |                                                              |                                                                 |                     |

## Сингл-альбоми
| Назва               | Деталі                                                                      | Пікові позиції у чартах |
| Назва               | Деталі                                                                      | JPN Cmb.                |
| ------------------- | --------------------------------------------------------------------------- | ----------------------- |
| Synk: Parallel Line | - Реліз: 9 жовтня 2024 - Лейбл: SM - Формат: цифрове завантаження, стримінг | 20                      |

## Сингли
| Назва                                                                            | Рік       | Пікові позиції у чартах | Пікові позиції у чартах | Пікові позиції у чартах | Пікові позиції у чартах | Пікові позиції у чартах | Пікові позиції у чартах | Пікові позиції у чартах | Пікові позиції у чартах | Пікові позиції у чартах | Продажі     | Сертифікації                     | Альбом                            |
| Назва                                                                            | Рік       | KOR                     | KOR Billb.              | JPN Hot                 | MLY                     | NZ Hot                  | SGP                     | VIE Hot                 | US World                | WW                      | Продажі     | Сертифікації                     | Альбом                            |
| Корейські                                                                        | Корейські | Корейські               | Корейські               | Корейські               | Корейські               | Корейські               | Корейські               | Корейські               | Корейські               | Корейські               | Корейські   | Корейські                        | Корейські                         |
| -------------------------------------------------------------------------------- | --------- | ----------------------- | ----------------------- | ----------------------- | ----------------------- | ----------------------- | ----------------------- | ----------------------- | ----------------------- | ----------------------- | ----------- | -------------------------------- | --------------------------------- |
| «Black Mamba»                                                                    | 2020      | 49                      | 21                      | —                       | 14                      | 37                      | 13                      | —                       | 5                       | 138                     | - WW: 3,000 | Н/Д                              | Сингли поза альбомом              |
| «Forever» (кор. 약속)                                                            | 2021      | —                       | —                       | —                       | —                       | —                       | —                       | —                       | 11                      | —                       | Н/Д         | Н/Д                              | Сингли поза альбомом              |
| «Next Level»                                                                     | 2021      | 2                       | 2                       | 77                      | —                       | —                       | 23                      | —                       | 3                       | 65                      | Н/Д         | - KMCA: Platinum (st.)           | Сингли поза альбомом              |
| «Savage»                                                                         | 2021      | 2                       | 2                       | 60                      | 14                      | —                       | 14                      | —                       | 13                      | 39                      | Н/Д         | Н/Д                              | Savage                            |
| «Dreams Come True»                                                               | 2021      | 8                       | 5                       | —                       | —                       | —                       | —                       | 47                      | 7                       | 197                     | Н/Д         | Н/Д                              | 2021 Winter SM Town: SMCU Express |
| «Life's Too Short» (English ver.)                                                | 2022      | 47                      | 11                      | 94                      | —                       | —                       | —                       | 27                      | —                       | 184                     | Н/Д         | Н/Д                              | Girls                             |
| «Girls»                                                                          | 2022      | 8                       | 1                       | 30                      | —                       | 23                      | 13                      | 8                       | 6                       | 42                      | Н/Д         | Н/Д                              | Girls                             |
| «Beautiful Christmas» (з Red Velvet)                                             | 2022      | 113                     | —                       | —                       | —                       | —                       | —                       | —                       | —                       | —                       |             | 2022 Winter SM Town: SMCU Palace |                                   |
| «Welcome to My World» (featuring Naevis)                                         | 2023      | 64                      | —                       | —                       | —                       | —                       | —                       | 63                      | —                       | —                       |             | My World                         |                                   |
| «Spicy»                                                                          | 2023      | 2                       | 2                       | 64                      | —                       | 34                      | 22                      | 27                      | 6                       | 70                      |             | My World                         |                                   |
| Англійські                                                                       |           |                         |                         |                         |                         |                         |                         |                         |                         |                         |             |                                  |                                   |
| «Better Things»                                                                  | 2023      | 56                      | —                       | —                       | —                       | 24                      | —                       | —                       | —                       | 175                     | Н/Д         |                                  | Сингл без альбому                 |
| «—» релізи, що не потрапили у чарти або не були випущені у відповідних регіонах. |           |                         |                         |                         |                         |                         |                         |                         |                         |                         |             |                                  |                                   |

### Промо-сингли
| «Illusion» (кор. 도깨비불)                                                       | 2022 | 14 | 4 | — | 39 | — | Girls |
| «—» релізи, що не потрапили у чарти або не були випущені у відповідних регіонах. |      |    |   |   |    |   |       |

### Саундтреки
| Назва                                                                            | Рік  | Пікові позиції у чартах | Пікові позиції у чартах | Пікові позиції у чартах | Пікові позиції у чартах | Альбом                                        |
| Назва                                                                            | Рік  | KOR                     | NZ Hot                  | SGP                     | VIE                     | Альбом                                        |
| -------------------------------------------------------------------------------- | ---- | ----------------------- | ----------------------- | ----------------------- | ----------------------- | --------------------------------------------- |
| «Once Again»                                                                     | 2022 | 119                     | —                       | —                       | —                       | Our Blues OST                                 |
| «Hold On Tight»                                                                  | 2023 | —                       | 32                      | —                       | 30                      | Tetris OST                                    |
| «We Go»                                                                          | 2023 | —                       | —                       | —                       | —                       | Pokémon 2023 OST                              |
| «Zoom Zoom»                                                                      | 2023 | —                       | —                       | —                       | —                       | Beyblade X OST and Hot Mess                   |
| «Get Goin'»                                                                      | 2024 | —                       | —                       | —                       | —                       | Fraggle Rock: Back to the Rock — Season 2 OST |
| «Die Trying» (with Tokimonsta)                                                   | 2024 | —                       | —                       | —                       | —                       | Rebel Moon: Songs of the Rebellion OST        |
| «—» релізи, що не потрапили у чарти або не були випущені у відповідних регіонах. |      |                         |                         |                         |                         |                                               |

### Інші пісні
| Назва                                                                            | Рік  | Пікові позиції у чартах | Пікові позиції у чартах | Пікові позиції у чартах | Альбом                               |
| Назва                                                                            | Рік  | KOR                     | KOR Songs               | VIE                     | Альбом                               |
| -------------------------------------------------------------------------------- | ---- | ----------------------- | ----------------------- | ----------------------- | ------------------------------------ |
| «Next Level» (Habstrakt Remix)                                                   | 2021 | —                       | —                       | —                       | iScreaM Vol. 10 : Next Level Remixes |
| «Aenergy»                                                                        | 2021 | 117                     | 82                      | —                       | Savage                               |
| «I'll Make You Cry»                                                              | 2021 | 154                     | —                       | —                       | Savage                               |
| «Yeppi Yeppi»                                                                    | 2021 | 115                     | —                       | —                       | Savage                               |
| «Iconic»                                                                         | 2021 | 152                     | —                       | —                       | Savage                               |
| «Lucid Dream» (кор. 자각몽)                                                      | 2021 | 141                     | —                       | —                       | Savage                               |
| «Lingo»                                                                          | 2022 | —                       | —                       | —                       | Girls                                |
| «Life's Too Short»                                                               | 2022 | 190                     | —                       | —                       | Girls                                |
| «ICU» (кор. 쉬어가도 돼)                                                         | 2022 | —                       | —                       | —                       | Girls                                |
| «Girls» (Brllnt Remix)                                                           | 2022 | —                       | —                       | —                       | iScreaM Vol.18 : Girls Remixes       |
| «Salty & Sweet»                                                                  | 2023 | 59                      | —                       | —                       | My World                             |
| «Thirsty»                                                                        | 2023 | 30                      | —                       | 75                      | My World                             |
| «I'm Unhappy»                                                                    | 2023 | 108                     | —                       | —                       | My World                             |
| «'Til We Meet Again»                                                             | 2023 | 156                     | —                       | —                       | My World                             |
| «—» релізи, що не потрапили у чарти або не були випущені у відповідних регіонах. |      |                         |                         |                         |                                      |

## Нотатки
1. ↑  Drama did not enter the ARIA Albums Chart, but peaked at number 4 on the ARIA Hitseekers Albums Chart[36].
2. 1 2  Включнає чарти Billboard K-pop Hot 100 (припинений станом на 2022) та South Korea Songs (частина Billboard Hits of the World (дійсний станом на 2022)).
3. ↑  Originally released for SM Entertainment Winter Vacation in SMTOWN.com holiday album, titled "Forever (아이의 크리스마스 선물을 준비하는 아빠들에게)"
4. ↑  Сингл «Forever»не потрапив у the Gaon Digital Chart, але посів 28 та 63 місця у Download Chart та BGM Chart відповідно[53][54].
5. ↑  Originally released for S.E.S.'s album Sea & Eugene & Shoo.
6. ↑  «Dreams Come True» did not enter RIAS Top Streaming Chart, but peaked at position 8 on RIAS Top Regional Chart.[56].
7. ↑  «Life's Too Short» не потрапив у RIAS Top Streaming Chart, але посів 16 місце у RIAS Top Regional Chart[57].
8. ↑  Сингл «Welcome to My World» не потрапив у RIAS Top Streaming Chart, але посів 26 місце у RIAS Top Regional Chart[58].
9. ↑  Сингл «Better Things» не потрапив у Billboard Japan Hot 100, але посів 82 місце у Japan Download Songs[59].
10. ↑  Трек «Illusion» не потрапив у RIAS Top Streaming Chart, але посів 15 місце у RIAS Top Regional Chart[57].
11. ↑  Сингл «Illusion» не потрапив у Billboard Global 200, але посів 150 місце у Billboard Global Excl. US chart[65].
12. ↑  Вказані як aespa, але пісню виконують тільки Вінтер та Ніннін.
13. ↑  Пісня «Hold On Tight» не потрапила у Circle Digital Chart, але посіла 116 місце у суміжному Download Chart[70].
14. ↑  Пісня «Hold on Tight» не потрапила у RIAS Top Streaming Chart, але посіла 20 місце у RIAS Top Regional Chart[71].
15. ↑  Пісня «We Go» не потрапила у Circle Digital Chart, але посіла 63 місце у суміжному Download Chart[72].
16. ↑  Пісня «Next Level (Habstrakt Remix)» не потрапив у Gaon Digital Chart, але посів 183 місце у суміжному Download Chart[76].
17. ↑  "Lingo" did not enter the Circle Digital Chart, but debuted at position 73 on the component Download Chart.[77]
18. ↑  Пісня «ICU» не потрапила у Circle Digital Chart, але посіла 68 місце у суміжному Download Chart[77].
19. ↑  Пісня «Girls (Brllnt Remix)» не потрапив у Circle Digital Chart, але посіла 165 місце у суміжному Download Chart[78].